# 牛山傳造
牛山 傳造（うしやま でんぞう、1884年 - 1943年11月）は、日本の教育者、生物学者。

## 略歴
長野県諏訪郡中洲村（現・諏訪市）出身。諏訪郡立実科中学校（現・長野県諏訪清陵高等学校・附属中学校）を経て、東京高等師範学校（現・筑波大学）卒業。山口県での教諭を経て、1914年母校長野県諏訪中学校（現・長野県諏訪清陵高等学校・附属中学校）教諭時、夜間に諏訪湖でプランクトンの採集中に、湖中に光るエビを発見した。これは、淡水域で発光するホタルエビが最初に確認されたものである。牛山は1921年に千葉県香取郡佐原町（現・香取市）でホタルエビが発見された後の1925年に、諏訪湖でのホタルエビについて母校東京高等師範学校博物雑誌に発表しており、当時、淡水域でホタル以外に発光生物が存在したことは驚きをもって迎えられた。その他、八島ヶ池の藻類についての研究論文等、様々な多くの論文を発表している。諏訪中学校校長事務取扱を経て、同校教頭を務めた。1943年死去に伴い、校葬が執り行われた。